# Nowy Express Częstochowski
Nowy Express Częstochowski – polskojęzyczny dziennik częstochowskiej mniejszości żydowskiej, ukazujący się od 1925 do 1928 roku.
Nowy Express Częstochowski był syjonistyczną gazetą wydawaną po polsku przez częstochowskiego dziennikarza Siemiatyckiego. Pismo utrzymywało się z ogłoszeń oraz loterii fantowej, upadło z przyczyn finansowych.